# 13370 Júliusbreza
13370 Júliusbreza là một tiểu hành tinh vành đai chính với chu kỳ quỹ đạo là 1185.4173123 ngày (3.25 năm).
Nó được phát hiện ngày 7 tháng 11 năm 1998.